# Pandemia de COVID-19 no Sudão do Sul
Este artigo documenta os impactos da pandemia de coronavírus de 2020 no Sudão do Sul e pode não incluir todas as principais respostas e medidas contemporâneas.

## Linha do tempo
Em 5 de abril, o primeiro caso de COVID-19 no país foi confirmado em um paciente de 29 anos, um trabalhador da ONU que chegou em 28 de fevereiro dos Países Baixos via Etiópia.

Em 7 de abril o segundo caso foi confirmado. Se tratava também de uma membro da ONU, de 53 anos, que chegou de Nairóbi em 23 de março e ficou em quarentena.